# Elodina perdita
Elodina perdita is een vlindersoort uit de familie van de Pieridae (witjes), onderfamilie Pierinae.
Elodina perdita werd in 1889 beschreven door Miskin.